# Kigelia
Kigelia is een geslacht uit de trompetboomfamilie (Bignoniaceae). Het geslacht telt slechts een soort die voorkomt in tropisch Afrika, van Eritrea en Tsjaad tot in noordelijk Zuid-Afrika en van Senegal in het noordwesten tot in Namibië in het zuidwesten.  

## Soorten
Kigelia africana (Lam.) Benth. (leverworstboom, worstenboom) is de enige soort van het geslacht. 
De geveerde bladen zijn tegenoverstaand. 
De bloemen zijn zeer groot, donker wijnrood tot purper, van buiten met gele nerven, en hebben een onaangename geur. De bestuiving gebeurt door vleermuizen. 
De vruchten zijn reusachtig, worstvormig, tot 1 m lang en 18 cm dik, en tot 10 kilo zwaar.
... · 
Campsis (Trompetklimmer) · 
Catalpa (Trompetboom) · 
Crescentia · 
Kigelia · 
Martinella · 
Spathodea · 
Stereospermum · 
...